# 馬頓敦 (紐約州)
馬頓敦（英語：Muttontown）是位於美國紐約州拿騷縣的村。

## 人口
根據2020年美國人口普查的數據，馬頓敦的面積為15.69平方千米，皆為陸地。當地共有人口3512人，而人口密度為每平方千米224人。